# Władysław Wachulski
Władysław Wachulski (ur. 23 lutego 1895 w Radłowie, zm. 3 kwietnia 1985 w Zakopanem) – polski fotograf, działający w latach 1920–1980. Większość swojego życia związał z Chochołowem (1925–1985) na Podhalu, gdzie działał w swojej pracowni fotograficznej (w której równocześnie mieszkał).

## Odznaczenia i wyróżnienia
- Złoty medal KTF (Krakowskie Towarzystwo Fotograficzne);

### Pozostałe wyróżnienia
Władysław Wachulski został także Honorowym członkiem KTF (Krakowskie Towarzystwo Fotograficzne) oraz Honorowym Współzałożycielem Muzeum Historii Fotografii zgodnie z tradycją, w uznaniu zasług za przekazaną fotograficzną spuściznę.